# Otto Ambros
Otto Ambros (Weiden, 19 de maio de 1901 – Mannheim, 23 de julho de 1990) foi um químico alemão. Reconhecido como o especialista da borracha sintética (Buna-S) da Farben. Foi condenado como criminoso de guerra nazista.
Ambros foi um membro do Vorstand de Farben; Chefe do Comitê de Guerra Química do Ministério de Armamentos e Produção de Guerra; químico chefe na produção de Buna, Sarin e Tabun; gerente das plantas de Auschwitz, Schkopau, Ludwigshafen, Oppau, Gendorf, Dyhernfurth e Falkenhagen; e Wehrwirtschaftsfuehrer.  
Otto Ambros foi peça chave no desenvolvimento dos agentes nervosos, o tabun e sarin, respectivamente. Tendo sido o principal engenheiro de armas químicas da Alemanha Nazista. 
Otto Ambros, após ser liberto pelos seus crimes, ingressaria na Chemie Grünenthal, onde à assessoria no desenvolvimento da Talidomida. 